# 도큐 백화점 도요코점

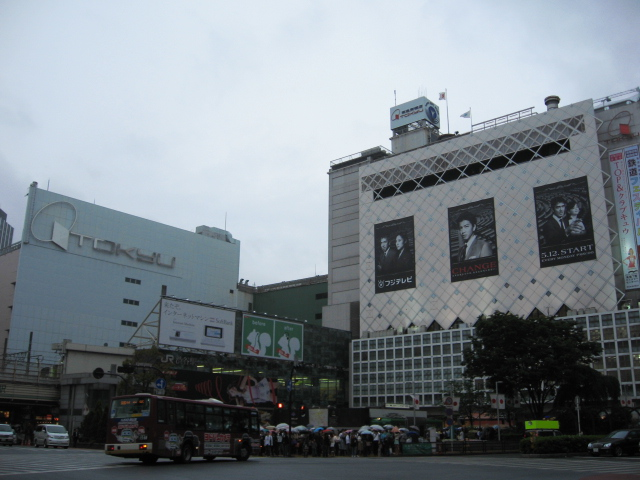
도큐 백화점 도요코 점

도큐 백화점 도요코 점(일본어: 東急百貨店東横店 도큐히얏카텐토요코텐[*])은 일본 시부야에 있는 백화점이다. 도큐 백화점이 운영하였으며, 2020년 휴관하였다.
시부야역과 연결되어 있는 도요코 선의 역사적 건물로, 지하 2층은 덴엔토시 선과 도쿄 메트로 한조몬 선 및 후쿠토신 선 승강장이 있고, 지상 1층~2층에는 식료품 코너가 있으며, 백화점은 3층~8층에 있다. 특히 3층에는 문구점으로 유명한 긴자 이토야가 있다.